# 3799 Novgorod
3799 Novgorod este un asteroid din centura principală, descoperit pe 22 septembrie 1979 de Nikolai Cernîh.